# Katie Colclough
Katie Colclough (* 20. Januar 1990 in Frieston, Grantham, Lincolnshire) ist eine ehemalige britische Radrennfahrerin.

## Sportliche Laufbahn
2008 wurde Katie Colclough Europameisterin in der Mannschaftsverfolgung (U23), gemeinsam mit Joanna Rowsell und Elizabeth Armitstead. Die Mannschaft gewann in derselben Zusammensetzung zwei Weltcup-Rennen. Im November 2010 wurde sie Europameisterin der Elite in der Mannschaftsverfolgung, mit Wendy Houvenaghel und Laura Trott, nachdem sie im Frühjahr des Jahres einen schweren Trainingsunfall in Belgien gehabt hatte.
2009 errang Colclough zudem den Vize-Europameistertitel (U23) auf der Straße und wurde Mitglied des „British Cycling's Olympic Development“-Teams.
2013 wurde Katie Colclough gemeinsam mit Lisa Brennauer, Carmen Small, Evelyn Stevens, Ellen van Dijk und Trixi Worrack Weltmeisterin im Mannschaftszeitfahren. Nach diesen Weltmeisterschaften beendete sie ihre Radsportkarriere.

## Erfolge
2008
- Bahnrad-Weltcup in Manchester – Mannschaftsverfolgung (mit Lizzie Armitstead und Joanna Rowsell)
- Bahnrad-Weltcup in Melbourne – Mannschaftsverfolgung (mit Lizzie Armitstead und Joanna Rowsell)
- Europameisterin (U23) – Mannschaftsverfolgung (mit Lizzie Armitstead und Joanna Rowsell)

2009
- Straßen-Europameisterschaft (U23) – Einzelzeitfahren

2010
- Europameisterin – Mannschaftsverfolgung (mit Wendy Houvenaghel und Laura Trott)

2011
- U23-Europameisterin – Mannschaftsverfolgung (mit Danielle King und Laura Trott)
- U23-Europameisterschaft – Punktefahren
- Mannschaftszeitfahren Giro della Toscana Femminile

2013
- Weltmeisterin – Mannschaftszeitfahren
- Mannschaftszeitfahren Holland Ladies Tour

## Teams
- 2008 Halfords Bikehut Cycle Team
- 2011 HTC Highroad Women
- 2012 Team Specialized-lululemon
- 2013 Team Specialized-lululemon